# Casa de Pasto Cardoso
Casa de Pasto Cardoso é um Restaurante típico Português, situado no centro da freguesia de Santo Emilião, concelho da Póvoa de Lanhoso. Com um edifício centenário encontramos neste restaurante um ambiente agradável  envolvido numa decoração rústica. O cardápio compreende pratos tradicionais da gastronomia Minhota, com especial destaque para os pratos confecionados no forno a lenha.
Dispõe de três salas distintas e um terraço coberto com capacidade para 132 lugares sentados e um parque de estacionamento para 10 viaturas.

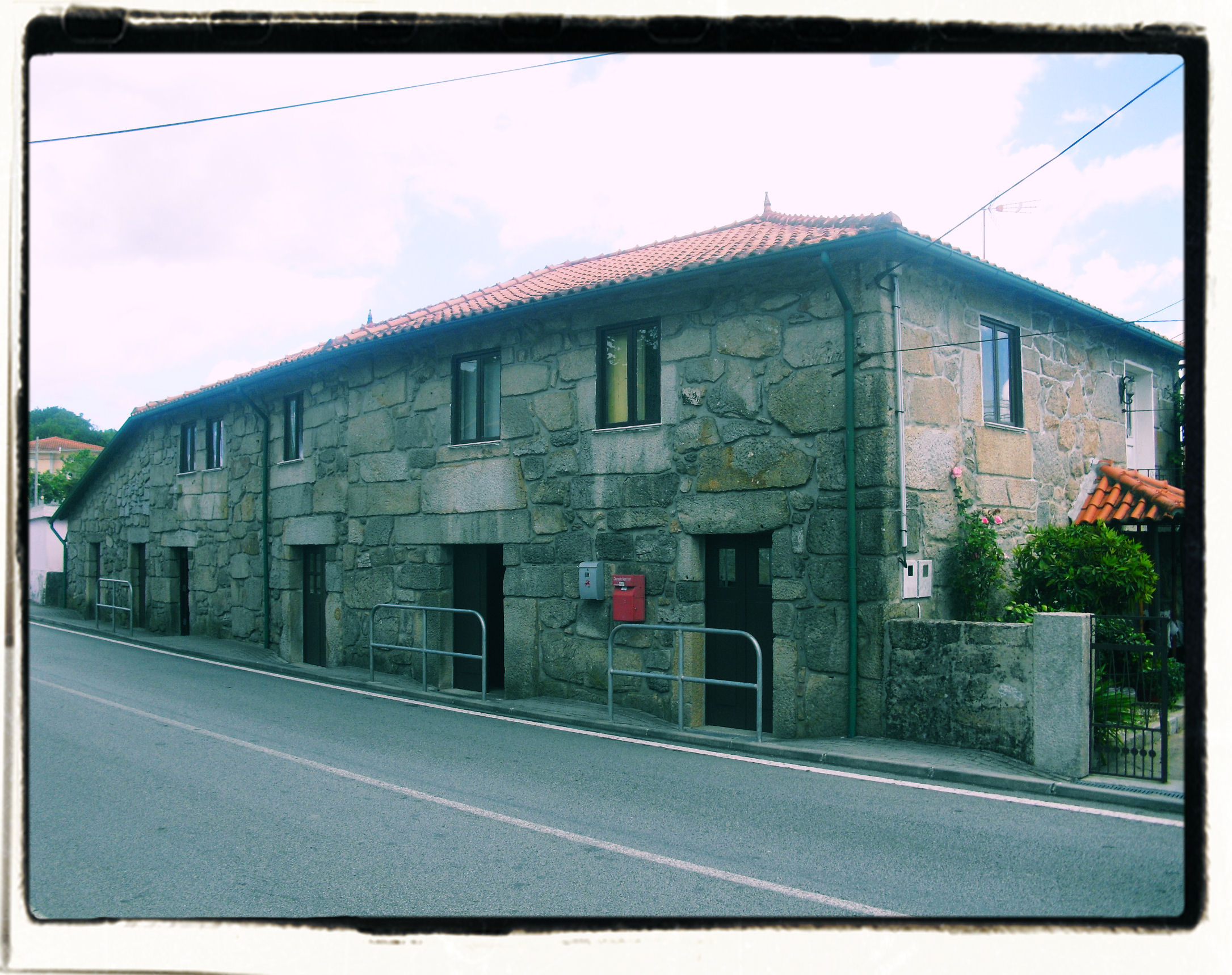
Fachada lado direito

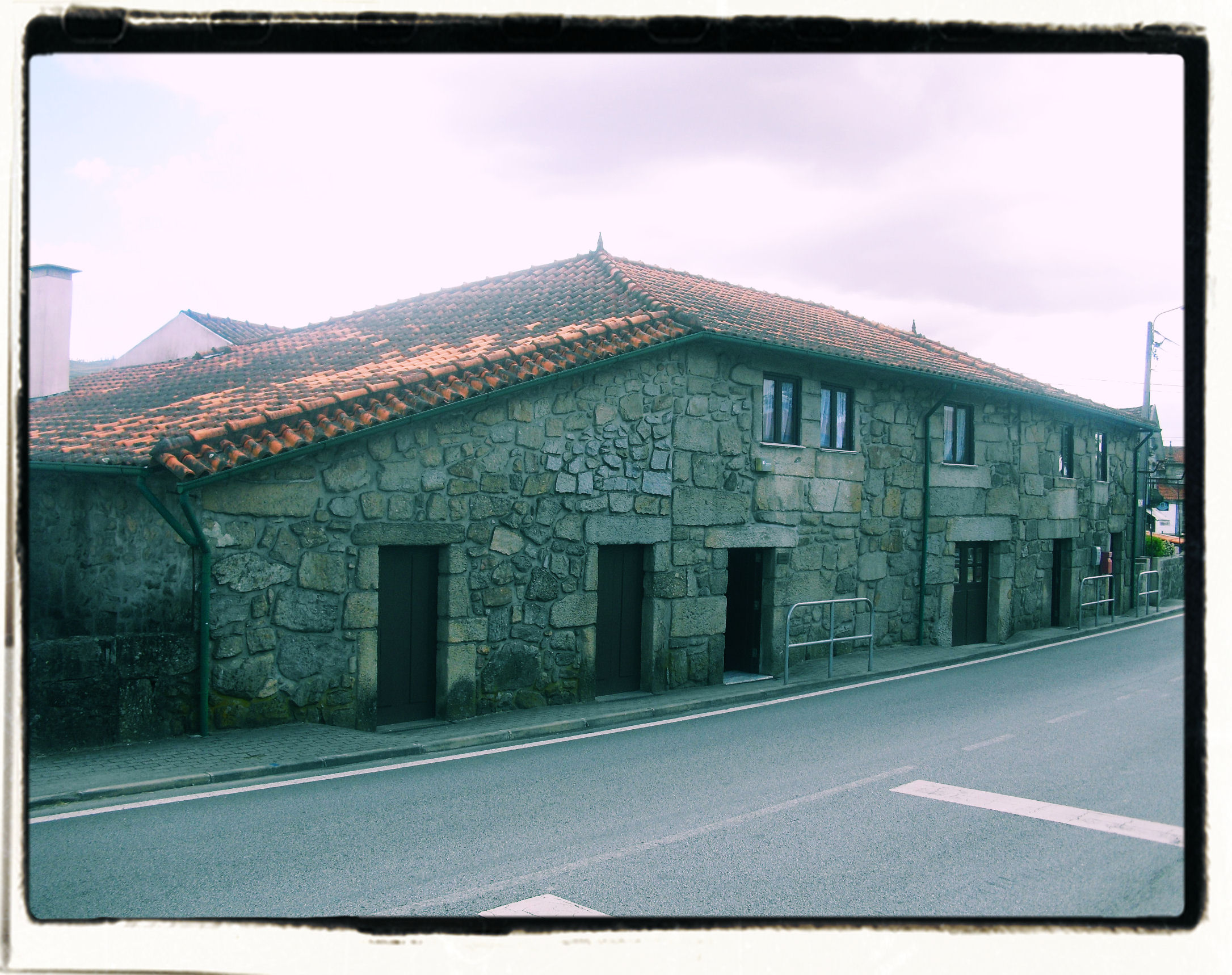
Fachada lado esquerdo

## História
O Restaurante Casa de Pasto Cardoso, também conhecido por “A viúva” foi, durante décadas, uma taberna onde se serviam petiscos e bebidas por medida e uma mercearia onde se vendia massa, arroz, farinha, cereais, açúcar, azeite, óleo, vinho, petróleo, vinagre, entre outros bens de consumo, ao peso e à medida. Naquela altura, a maioria das pessoas não pagava a pronto, compravam fiado e o pagamento era feito no final de cada mês, enquanto isso as despesas eram assentes num livro.
Foi também durante esse período de tempo o posto de correios que servia a comunidade, onde eram lidas as cartas a quem fosse analfabeto.
Este estabelecimento era um ponto de convívio onde separadamente mulheres e homens se reuniam, as mulheres para fazerem as compras na mercearia e os homens para petiscar e jogar às cartas e à malha.
Com a evolução dos tempos este estabelecimento mudou. Nos dias de hoje, é um restaurante virado para a família no teu todo sem a distinção de outrora.

## Especialidades
- Vitela Assada no forno a lenha
- Cabrito Assado no forno a lenha
- Tripas à moda do Porto
- Cozido à Portuguesa
- Papas de Sarrabulho
- Rojões à moda do Minho
- Bacalhau Recheado
- Filetes de Pescada com salada russa